# A Bahama-szigetek hívójelkörzetei
A Bahama-szigetek jelenleg (2024) nincs felosztva hívójelkörzetekre.
A Bahama-szigetek számára az ITU a C6 hívójelprefixet határozta meg.
| Prefix | Körzet | Hely/jelleg                                                           | ITU zóna | CQ zóna | 1 szintű QTH lokátor |
| ------ | ------ | --------------------------------------------------------------------- | -------- | ------- | -------------------- |
| VP     | 7      | Kivezetve, az Egyesült Királyságtól való gyarmati függés megszűntével | 11       | 8       | FL                   |
| C6     | [0..9] | Bahama-szigetek                                                       | 11       | 8       | FL                   |

## Lajstromjel
Vízi és légi járművek lajstromjelezéséhez a C6 prefixet használják.